# Deuterodon
Genre
Deuterodon est un genre de poissons d'eau douce téléostéens de la famille des Characidae (ordre des Characiformes).

## Répartition
Les espèces du genre Deuterodon se rencontrent en Amérique du Sud.

## Liste des espèces
Selon World Register of Marine Species (12 février 2024) :
- Deuterodon aphos (Zanata & Akama, 2004)
- Deuterodon burgerai (Zanata & Camelier, 2009)
- Deuterodon giton (Eigenmann, 1908)
- Deuterodon hamatilis (Camelier & Zanata, 2014)
- Deuterodon hastatus (Myers, 1928)
- Deuterodon heterostomus (Eigenmann, 1911)
- Deuterodon iguape Eigenmann, 1907
- Deuterodon intermedius (Eigenmann, 1908)
- Deuterodon janeiroensis (Eigenmann, 1908)
- Deuterodon langei Travassos, 1957
- Deuterodon longirostris (Steindachner, 1907)
- Deuterodon luetkenii (Boulenger, 1887)
- Deuterodon mutator (Eigenmann, 1909)
- Deuterodon oyakawai (Santos & Castro, 2014)
- Deuterodon parahybae Eigenmann, 1908
- Deuterodon pelecus (Bertaco & Lucena, 2006)
- Deuterodon potaroensis Eigenmann, 1909
- Deuterodon ribeirae (Eigenmann, 1911)
- Deuterodon rosae (Steindachner, 1908)
- Deuterodon sazimai (Santos & Castro, 2014)
- Deuterodon singularis Lucena & Lucena, 1992
- Deuterodon stigmaturus (Gomes, 1947)
- Deuterodon supparis Lucena & Lucena, 1992
- Deuterodon taeniatus (Jenyns, 1842)

## Classification
Le genre Deuterodon a été créé en 1907 par l'ichtyologiste américain d'origine allemande Carl H. Eigenmann (1863-1927) dans une publication coécrite avec Waldo Lee McAtee (d) (1883-1962) et David Perkins Ward (d) (fl. 1907),.
Deuterodon a pour synonymes :
- Distoechus Gomes, 1947
- Joinvillea Steindachner, 1908

## Étymologie
Le nom générique, Deuterodon, dérive du grec ancien δεύτερος, deúteros, « second », et ὀδούς, odoús, « dent », fait référence à la similitude des dents de la mâchoire inférieure (c'est-à-dire la deuxième).

## Publication originale
- (en) Carl H. Eigenmann, Waldo Lee McAtee et David Perkins Ward, « On further collections of fishes from Paraguay », Annals of the Carnegie Museum of Natural History, Pittsburgh, Board of Trustees of the Carnegie Institute, vol. 4, no 2,‎ 1907, p. 110-157 (ISSN 0097-4463 et 1943-6300, OCLC 1261514, DOI 10.5962/P.264300, lire en ligne).